# Чадск
Ча́дск — деревня в Шербакульском районе Омской области. Входит в Красноярское сельское поселение.
Основана в 1925 году.
Население — 214 чел. (2010)

## География
Чадск находится в лесостепной зоне Ишимской равнины, относящейся к Западно-Сибирской равнине. Рельеф местности равнинный. Гидрографическая сеть не развита: реки и озёра в окрестностях населённого пункта отсутствуют. Почвы — чернозёмы остаточно-карбонатные.
Деревня расположена в 42 км от районного центра посёлка Шербакуль и 110 км от областного центра города Омск. Село Красноярка административный центр сельского поселения расположено в 13 км к северо-востоку от Чадска.
Часовой пояс
Чадск, как и вся Омская область, находится в часовой зоне МСК+3. Смещение применяемого времени относительно UTC составляет +6:00.

## История
Немецкий хутор. Основан в 1925 году.
В соответствии с Законом Омской области от 30 июля 2004 года № 548-ОЗ «О границах и статусе муниципальных образований Омской области» деревня вошла в состав образованного муниципального образования «Красноярское сельское поселение».

## Население
| 1926 | 1970 | 1989 | 2010 |
| ---- | ---- | ---- | ---- |
| 25   | ↗258 | ↗279 | ↘214 |

Гендерный состав
По данным Всероссийской переписи населения 2010 года в гендерной структуре населения из 214 человек мужчин — 115, женщин — 99 (53,7 и 46,3 % соответственно)
Национальный состав
Согласно результатам переписи 2002 года, в национальной структуре населения немцы составляли	38 %, русские 31 %, казахи	26 % от общей численности населения в 256 чел..